# Tram ATM serie 2500 (Torino)

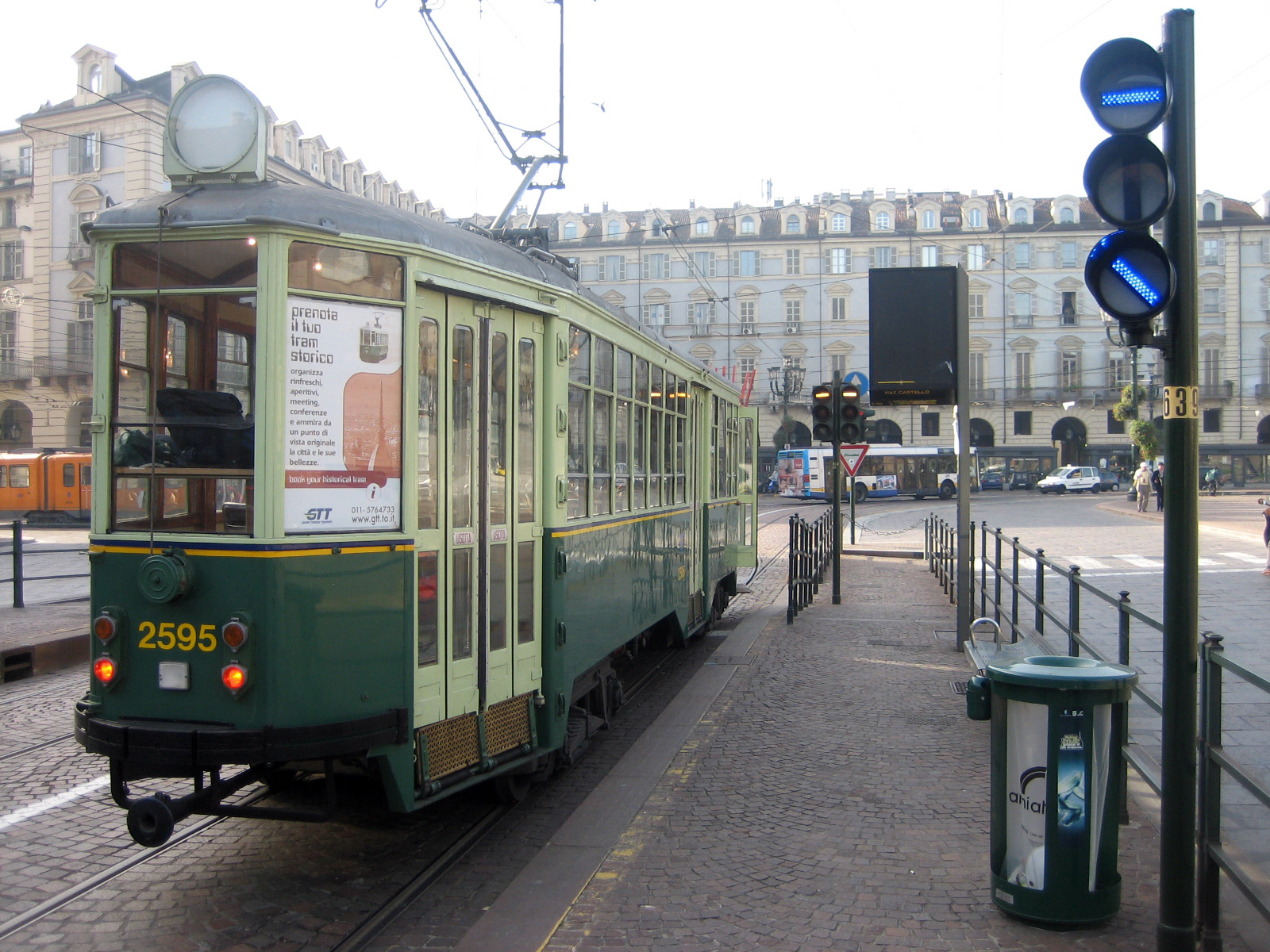
Il retro dela vettura 2595 in Piazza Castello, tra il Teatro Regio e la Casaforte degli Acaja

Le vetture tranviarie serie 2500 dell'ATM sono state motrici tranviarie urbane, in servizio a Torino.

## Livree
Le vetture prestarono servizio a Torino in colorazione verde chiaro-verde scuro; la 2593 è prevista la livrea in bianco e blu.

## Unità conservate
Dei venti tram costruiti ne sono conservati, al 2024, quattro:
- le motrici 2592, 2595 e 2598 sono state restaurate dall'Associazione Torinese Tram Storici (ATTS) circolano tuttora sulla linea storica 7;
- la motrice 2593 è stata restaurata sempre dall'Associazione Torinese Tram Storici (ATTS) per ospitare il "Tram della cultura". Attualmente è in fase di allestimento[1];
- la motrice 2594, benché per molti anni fosse rimasta da un demolitore a Pinerolo in attesa di un possibile restauro (il quale tardava ad arrivare a causa delle richieste economiche spropositate da parte del proprietario), è stata demolita i primi giorni del 2024 da un altro demolitore, il quale dopo otto anni la ricevette dopo il fallimento del demolitore originale nel 2015.[2]